# رئیس‌جمهور آلمان
رئیس‌جمهور آلمان، با عنوان رسمی رئیس‌جمهور فدرال جمهوری فدرال آلمان (به آلمانی:Bundespräsident)، عالی‌ترین مقام سیاسی و رئیس کشور آلمان است.
رئیس‌جمهور کنونی آلمان، فرانک والتر اشتاین‌مایر است که در ۱۲ فوریه ۲۰۱۷ به این مقام رسید. بر اساس قانون اساسی ۱۹۴۹، آلمان دارای یک سیستم حکومتی پارلمانی است که در آن صدراعظم امور اجرایی را بر عهده دارد و نقش رئیس‌جمهور به‌عنوان رئیس کشور تشریفاتی است اما اختیارات و وظایف سیاسی هم دارد. رئیس‌جمهور می‌تواند به بحث‌های عمومی سیاسی و اجتماعی جهت دهد و طبق ماده ۸۱ قانون اساسی، در صورت بی‌ثباتی سیاسی، «اختیارات ذخیره» مهمی دارد. رئیس‌جمهور همچنین این اختیار را دارد که از طرف جمهوری فدرال، با درخواست عفو موافقت کند و یا نشان افتخار بدهد. رئیس‌جمهور آلمان در مورد نحوه انجام وظایف رسمی خود اختیارات گسترده‌ای دارد. بر اساس ماده ۵۹ قانون اساسی، رئیس‌جمهور جمهوری فدرال آلمان را در مسائل حقوق بین‌الملل نمایندگی می‌کند، از طرف آن با کشورهای خارجی معاهدات منعقد می‌کند و دیپلمات‌ها را تأیید می‌کند. علاوه بر این، تمام قوانین فدرال قبل از اجرایی شدن باید توسط رئیس‌جمهور امضا شود. رئیس‌جمهور ممکن است قانونی را وتو کند، اگر فکر کند که قانون اساسی را نقض می‌کند. اقدامات رئیس‌جمهور نشان دهنده خود دولت، موجودیت، مشروعیت و وحدت آن است. نقش رئیس‌جمهور یکپارچه است و شامل عملکرد کنترلی حمایت از قانون اساسی است. رئیس‌جمهور معمولاً در مورد موضوعات روزمره اظهار نظر نمی‌کند، به ویژه هنگامی که در میان احزاب سیاسی اختلاف نظر وجود دارد. این دوری از سیاست‌های روزمره و مسائل روزمره دولتی به رئیس‌جمهور این امکان را می‌دهد که منبع روشنگری باشد، بر بحث‌های عمومی تأثیر بگذارد، انتقادها را بیان کند و پیشنهادها را ارائه دهد. برای اعمال این قدرت، به‌طور سنتی فراتر از سیاست حزبی عمل می‌کند.
محل اقامت اصلی و رسمی رئیس‌جمهور، کاخ بلویو (به آلمانی: Schloss Bellevue) در برلین است. دومین محل اقامت رسمی واقع در همرشمیت ویلا (به آلمانی: Villa Hammerschmidt) در بن است.

## انتخاب
رئیس‌جمهور فدرال توسط رای مخفی بدون بحث و مناقشه توسط هیئت فدرال آلمان که برای همین منظور دایر شده است انتخاب می‌شود. این هیئت شامل تمامی اعضای بوندس‌تاگ به همراه چندین نفر از نمایندگان که توسط قوه مقننه شهرها انتخاب شده‌اند، است. اعضای این هیئت در پایان بالغ بر یک‌هزار نفر می‌شود. قانون اساسی آلمان، اینطور بیان می‌دارد که این گردهمایی هر چه زودتر تشکیل شده و نباید به ۳۰ روز قبل از انقضاء وقت رئیس‌جمهور فعلی برسد. این هیئت توسط رئیس بوندس‌تاگ گردهمایی و اداره می‌شود. از سال ۱۹۷۹، تمام این گردهمایی‌ها پیش از ۲۳ مه، تاریخ انتصاب جمهوری فدرال در ۱۹۴۹، انجام می‌شود. استثنایی از این کار در سال ۲۰۱۰، زمانی انجام شد که در طول انتخابات ۲۰۱۰ هورست کوهلر پیش از زمان معین از دفتر خود خارج شد.
هیئت فدرال آلمان رئیس‌جمهور را با توجه به اکثریت آراء انتخاب می‌کند. اگر بعد از دو رای، هیچ‌یک از کاندیدها این سطح از حمایت را به دست نیاورد، در سومین و آخرین رای، کاندید مورد نظر با توجه به اکثریت آراء انتخاب می‌شود. مؤلفین «قانون اساسی آلمان» یک انتخابات ریاست جمهوری غیر مستقیم را به این خاطر انتخاب کردند که اعتقاد داشتند این می‌تواند یک رئیس دولت را طوری به وجود بیاورد که در بسیاری موارد قابل قبول است و در عین حال جدا از هر نوع فشار مردمی و عمومی است.

## صلاحیت
دفتر رئیس‌جمهور بر روی تمام آلمان‌هایی که برای رای دادن در بوندستاگ مستحق رای دادن باشند و به سن ۴۰ رسیده‌اند باز است. رئیس‌جمهور حقوق سالیانه‌ای بالغ بر ۲۵۴٬۰۰۰€ (یورو) دریافت می‌کند که بعد از ترک او از دفتر نیز برای همیشه ادامه می‌یابد. رئیس‌جمهور می‌تواند که عضوی از دولت، مجلس یا دولت فدرال نباشد. در هنگام گرفتن این سمت، رئیس‌جمهور باید مطابق به ماده ۵۶ قانون اساسی قسم بخورد. اگرچه او می‌تواند قسمت‌های مذهبی آن را را از آن در صورت تمایل حذف کند.
من قسم می‌خورم که تمام تلاش خود را وقف رفاه و بهزیستی مردم آلمان کنم، مزایای آنها را در نظر گرفته و گزند را از آنها دور نگهدارم. از قانون اساسی و اساسنامه هم‌پیمانان کشور حمایت و پیروی کنم، وظایف خود را وجدانی انجام دهم و به همه عدالت را انجام دهم. پس خدایا مرا کمک کن.

## وظایف و اختیارات

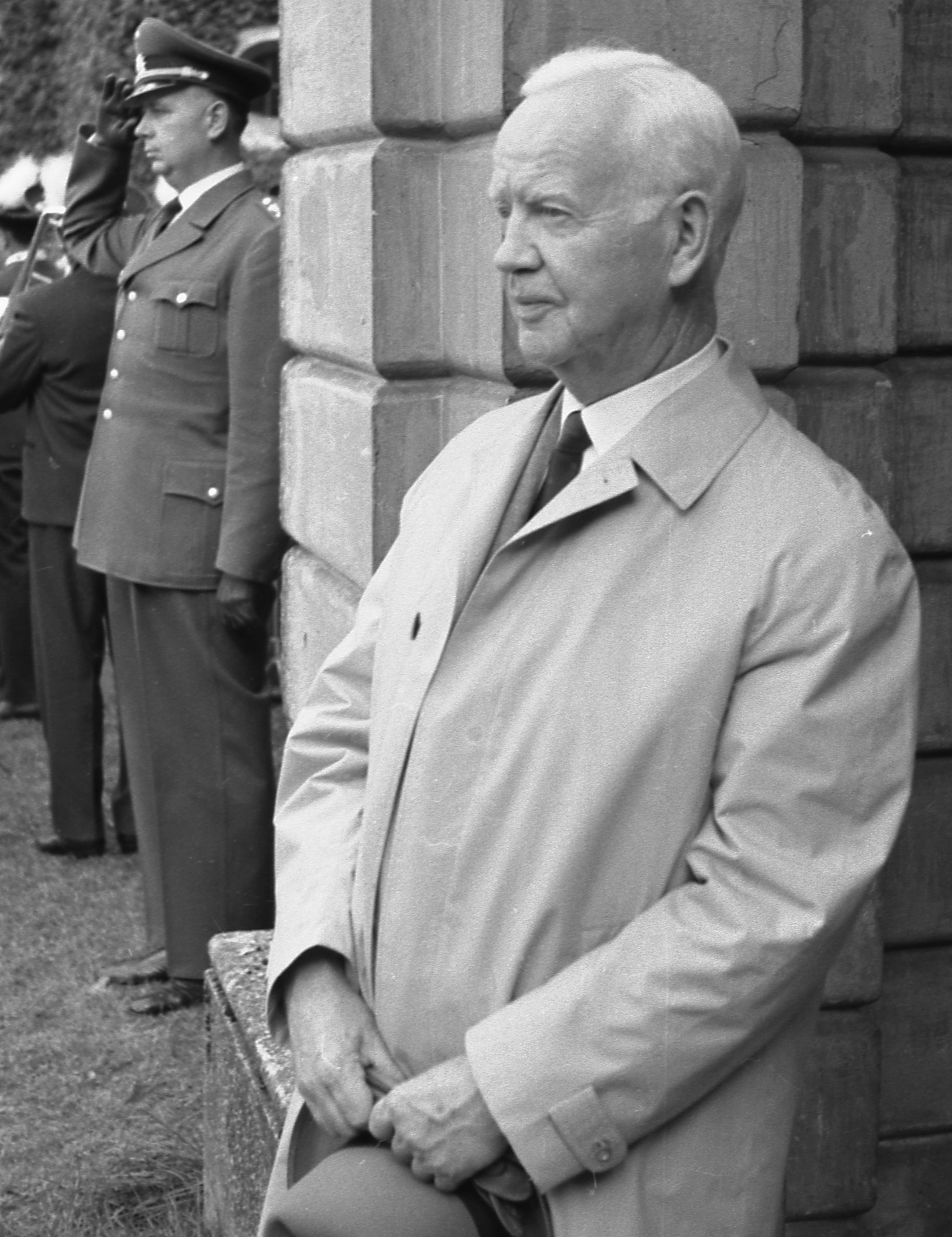
هاینریش لوبکه دومین رئیس‌جمهور آلمان در حال بازدید از کیرشایم ین شوابن شهری در بایرن.

درجه قدرتی که به رئیس‌جمهور در قانون اساسی داده شده، مبهم است. اگرچه عملاً، دارنده آن را به عنوان یک مقام تشریفاتی می‌شناسند و با نظر دولت فدرال اعمال خود را انجام می‌دهد. برخلاف بسیاری از قانون اساسی دیگر کشورها، قانون اساسی آلمان، رئیس‌جمهور را به عنوان فرمانده کل قوای نظامی (حتی تشریفاتی) در نظر نمی‌گیرد. مطابق به ماده ۶۵ از قانون اساسی آلمان این نقش در روزهای صلح به وزیر دفاع و در روزهای جنگ به صدراعظم اعطا می‌شود. علی‌رغم این ماده، دولت فدرال آلمان هیچ وقت اجازه اعلان جنگ را بدون موافقت رئیس‌جمهور ندارد. رئیس‌جمهور به‌طور کلی وظایف زیر را بر عهده دارد:
گماشتن دولت فدرالرئیس‌جمهور می‌تواند شخصی را به عنوان صدراعظم پیشنهاد کند و توسط بوندستاگ او را به وظیفه بگمارد. اگرچه بوندستاگ کاملاً آزاد است که پیشنهاد رئیس‌جمهور را رد کند و شخص دیگری را برای این پست بگمارد، کسی که بعداً رئیس‌جمهور مجبور به گماشتن است. رئیس‌جمهور می‌تواند هنگام انتخاب صدراعظم، دیگر اعضای دولت فدرال را نیز انتخاب یا رد کند. رئیس‌جمهور می‌تواند فقط در صورتی که بوندستاگ هیچ رأی اعتماد سودمندی دریافت ننموده است، صدراعظم را نیز مردود کند. اگر این اتفاق به وقوع بپیوندد، رئیس‌جمهور بعد از رد کردن صدراعظم باید با درخواست بوندستاگ جانشین صدراعظم را معرفی نماید.
دیگر گماشتن‌هارئیس‌جمهور می‌تواند قضات فدرال، اعضای فدرال و افسران نظامی را بگمارد. تمام این گماشتن‌ها ملزم به مجوز از طرف صدراعظم یا وزیر مربوط در هیئت دولت است.
لغو بوندستاگدر هنگامی که بوندستاگ شخصی را به عنوان صدراعظم با توجه به کثرت آراء انتخاب کند، رئیس‌جمهور می‌تواند در صلاحدید خودش، این کاندید را انتخاب کرده و به صلاحیت بشناسد یا بوندستاگ را لغو کند. در هنگامی که رأی اعتمادی در بوندستاگ شکست می‌خورد و صدراعظم متصدی انحلال یا لغو را مطرح می‌کند، رئیس‌جمهور در صلاحدید خودش می‌تواند هیئت را در مدت ۲۱ روز لغو کند. تاکنون این قدرت فقط سه بار در تاریخ دولت فدرال اتفاق افتاده است. در هر سه اتفاق، این نکته که آیا این انگیزه‌ها برای لغو، مطابق به مفهوم قانون اساسی بوده‌اند یا خیر مورد تردید است. آخرین باری که اتفاق افتاده بود و ۱ ژوئیه ۲۰۰۵ بود که صدراعظم گرهارد شرودر برای رأی اعتماد درخواست نمود که شکست خورد.
ترویج قانونتمام قوانین فدرال باید پس از تجدید نظر نهایی توسط رئیس‌جمهور به امضاء برسند تا به تصویب رسیده و عملی شوند. در هنگام تصویب، رئیس‌جمهور باید بررسی کند که آیا قانون (یا قوانین) مطابق به دستورهای عملی، قانون اساسی هستند یا محتوای آن قانونی است یا خیر. اگر نباشد، او این حق را دارد (و یا این وظیفه را دارد) که قانون (یا قوانین) را به‌طور کلی رد کند. این نیز بسیار به ندرت اتفاق افتاده است. در ماده ۸۲، قانون اساسی دولت فدرال آلمان صریحاً از اینکه رئیس‌جمهور این اجازه را که بتواند قانونی را فقط برای اینکه با محتوای آن موافق نیست رد کند، ممنوع نساخته است. برای مثال حق وتو (حقی آزاد برای نفی کردن آزاد یک قانون یا مقام)، تاکنون هیچ رئیس‌جمهوری از شروع جنگ جهانی دوم از این قدرت نظری وتو استفاده ننموده است. در هر حال، رئیس‌جمهورها فقط قوانینی را نفی کرده‌اند که با قانون اساسی سازگار نبوده است.
روابط خارجیمطابق به ماده ۵۹ قانون اساسی، رئیس‌جمهور، کشور آلمان را در تمام دنیا نمایندگی می‌کند. سفرهای خارجی را انجام داده و احترام‌های خارجی را دریافت می‌کند. او همچنین می‌تواند موافقت‌نامه‌های بین کشور آلمان و دیگر کشورها را پایانی ببخشد. اختیارات و اعتبارات سیاستمداران آلمان را کنترل می‌کند و معرفی‌نامه‌های سیاست‌مداران خارجی را مطالعه می‌کند.
بخشش‌ها و اعطاهارئیس‌جمهور می‌تواند در صورتی که فرد مورد بخشش زیر بخش قضایی فدرال محاکمه شده باشد، اهداء بخشش نماید. او همچنین می‌تواند مدال‌ها و افتخارات را اعطا کند.
حالت اضطراردر هنگام بحران ملی، قانون اضطراری در اصلاحات سال ۱۹۶۸ به رئیس‌جمهور به عنوان یک میانجی داده شده است. اگر بوندستاگ پیشنهاد اعتماد را رد کند، اگر یک صدراعظم جدید انتخاب شده یا بوندستاگ منحل گشته است، رئیس‌جمهور می‌تواند با درخواست کابینه، «حالت اضطراری قانونی» را مطرح کند که کاملاً با حالت اضطرار متداول فرق می‌کند. اینطور حالت تاکنون اتفاق نیفتاده است.

## قدرت‌های استردادی
رئیس‌جمهور دارای قدرت‌های استردادی (به انگلیسی: Reserve Powers) بسیار مهمی است که در بیشتر مواقع به‌خصوص موارد بحران به کار می‌آید. عده‌ای اعتقاد دارند که قانون اساسی رئیس‌جمهور را برای پیروی کردن تمام دستورنامه‌های دولت در هر شرایطی مکلف نمی‌داند. برای مثال، پیشنهاد شده که رئیس‌جمهور می‌تواند امضاء نمودن قوانین جدید را به این خاطر که با محتوای آن راضی نیست رد کند و به این صورت آن را نفی یا «وتو» کند یا از تصویب انتصاب یک کابینه خاص امتناع کند. از جایی که تاکنون هیچ رئیس‌جمهوری در تاریخ آلمان «وتو» انجام نداده و این گفته‌ها هیچ وقت محک زده نشده‌اند، بحث‌هایی روی آن جریان دارد.
در مواردی بسیار کم که قانون پیشنهاد شده امضاء نشده بوده، تمامی رؤسای جمهور در این باور بودند که قانون به‌طور کلی با قانون اساسی ناسازگار است. در بهار ۲۰۰۶، رئیس‌جمهور کوهلر دو بار در طول سه ماه اینکار را انجام داد. همچنین در بعضی از موارد، رئیس‌جمهوری قانونی را امضاء می‌کند و از احزاب سیاسی می‌خواهد که برای بررسی قانون، موضوع را به محکمه قانون‌اساسی فدرال راجع کنند. برای مثال جدیدترین نمونه این اتفاق، قانون بسیار بحث‌انگیز قانون مهاجرت بود که توسط «بوندسرات» در ۲۰۰۲ تصویب شده بود. این قانون سرانجام توسط محکمه به دلایل آیین دادرسی باطل اعلام شد.

## نشان ریاست جمهوری

نشان رسمی رئیس‌جمهور دولت فدرال آلمان که از ۱۹۲۱ تا ۱۹۳۳ و از ۱۹۵۰ تاکنون استفاده می‌شود.

نشان رسمی رئیس‌جمهور آلمان (به آلمانی: Standarte des Bundespräsidenten) در ۱۱ آوریل ۱۹۲۱ اتخاذ شد و تا همین طرح تا سال ۱۹۳۳ باقی‌ماند. نگارشی تعدیل شده با اندکی تغییر از این طرح در اوایل ۱۹۲۶ اعمال شد که همراه با طرح سال ۱۹۲۱ آن استفاده می‌گردید. در ۱۹۲۲ هر دوی این طرح‌ها با نگارشی جدید از آن با اندکی تغییرات اعمال شد که تا ۱۹۳۵ استفاده می‌شد.
طرح ریاست جمهوری «شهر وایمار» که در ۱۹۲۱ اقتباس شده بود، دوباره به عنوان طرح رسمی توسط تصمیم رئیس‌جمهور وقت، تئودور هویس در ۲۰ ژانویه ۱۹۵۰ اعمال شد که او همزمان دیگر طرح‌های وایمار را شامل طرح نشان دولتی شهر معین کرد. عقابی که در این طرح به کار رفته به صورت رسمی نشان دولتی آلمان و نشان رسمی رئیس‌جمهور در زمان «جمهوری وایمار (سیستم حکومتی آلمان در ۱۹۱۸–۱۹۳۳)» استفاده می‌شد که در اصل توسط رئیس‌جمهور فریدریش ابرت (۱۸۷۱–۱۹۲۵) در ۱۱ نوامبر ۱۹۱۹ معرفی شده بود.